# Birgit Lengers

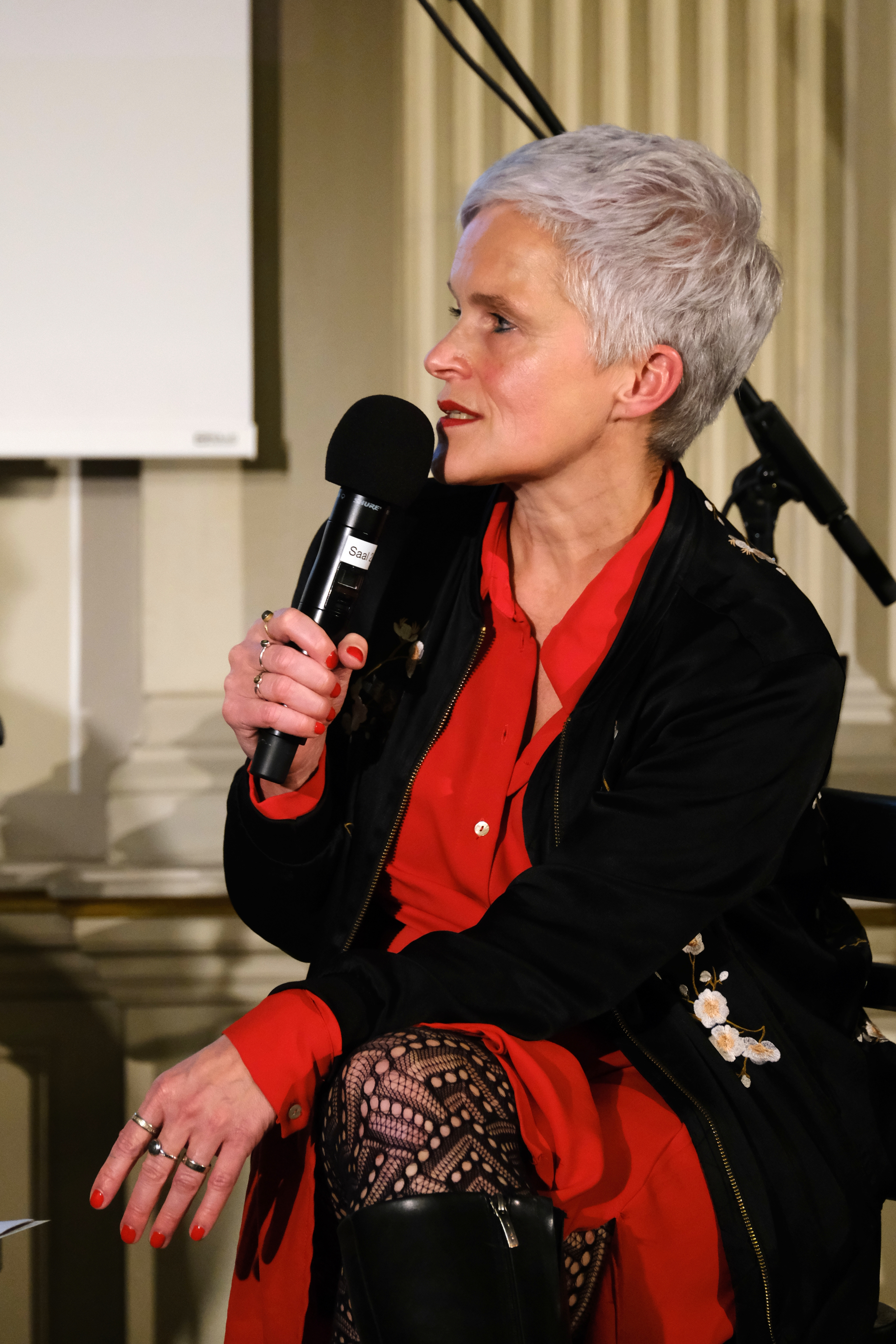
Birgit Lengers, 2023

Birgit Lengers (* 21. Oktober 1970 in Hannover) ist eine deutsche Dramaturgin, Kulturvermittlerin, Kuratorin und Theaterwissenschaftlerin.

## Ausbildung und Wirken
Birgit Lengers studierte Theater-, Film- und Kulturwissenschaft / Ästhetische Praxis in Köln und Hildesheim. Von 1997 bis 2002 war sie wissenschaftliche Mitarbeiterin an der Universität Hildesheim. Von Mai 1997 bis November 2003 war sie Produzentin und Dramaturgin beim Theater T1 und arbeitete hier bei sechs Inszenierungen in Berlin (Sophiensäle), Münster (Theater im Pumpenhaus) und Köln zusammen mit dem Regisseur Thorsten Lensing.
Von Oktober 2004 bis Oktober 2008 war sie als Dramaturgin beim German Theater Abroad (GTA) tätig und dabei auch für die Konzeption und Realisation transatlantischer Festivals und Theaterprojekte zuständig.
Daneben war sie immer wieder auch als Gastdozentin an der Universität Hildesheim und der Universität der Künste (UdK) Berlin sowie als Moderatorin beim Theatertreffen der Berliner Festspiele aktiv. Sie war Jurorin beim 1. und 2. Bürgerbühnenfestival (Staatsschauspiel Dresden und Nationaltheater Mannheim), beim Brüder-Grimm-Preis des Landes Berlin und beim Heidelberger Stückemarkt. Von 2002 bis 2015 war sie Vorstandsmitglied der Dramaturgischen Gesellschaft (dg), seit 2005 als stellvertretende Vorsitzende und Initiatorin der Arbeitsgruppe „Kinder- und Jugendtheater/Theaterpädagogik“.
Mit der Spielzeit 2009/10 übernahm Birgit Lengers die Leitung der künstlerischen Sparte des Jungen DT und der Theaterpädagogik des Deutschen Theaters Berlin (bis November 2011 zusammen mit Barbara Kantel). Seit 2013 ist sie zudem Mitglied der Theaterleitung (Direktion). Als Dramaturgin arbeitet sie am Deutschen Theater Berlin unter anderem mit Regisseuren wie Nora Schlocker, Kirill Serebrennikov, Dušan David Pařízek, Liesbeth Coltof, Joanna-Maria Praml, Jessica Glause, Robert Lehniger, Alexander Riemenschneider, Salome Dastmalchi, Martin Grünheit, Tobias Rausch, Wojtek Klemm, Turbo Pascal und Gernot Grünewald zusammen.
Seit der Spielzeit 2020/21 leitet Birgit Lengers gemeinsam das Stadt:Kollektiv, die partizipative Starte am Düsseldorfer Schauspielhaus und ist dort Teil der künstlerischen Leitung des Theaters.
Seit 2018 leitet Lengers auch den Bereich „DT International“ und kuratiert das Festival „Radar Ost“.

## Dramaturgisches und kuratorisches Schaffen (Auswahl)
- 1996: Der König stirbt / Die letzten Tage der Menschheit von Eugene Ionesco/Karl Kraus „Der König stirbt / Die letzten Tage der Menschheit“, Regie: Thorsten Lensing, in „Die Halle“, Köln
- 1998: Quai West von Bernard-Marie Koltès, Regie: Thorsten Lensing, Sophiensäle Berlin und im Theater im Pumpenhaus Münster.
- 2006: Bandscheibenvorfall von Ingrid Lausund, Regie: Simone Blattner im Rahmen des Projekts „Stadttheater New York“ am HERE Arts Centre in New York.
- 2007: Roof of Great Promise, eine szenische Lesereihe mit neuer amerikanischer Dramatik zum 50. Jubiläum des Hauses der Kulturen der Welt.
- 2007: Start Up von Roland Schimmelpfennig, Regie: Ronald Marx. Die Inszenierung tourte im Rahmen des Projekts „Road Theatre USA“ sechs Wochen lang von New York nach Los Angeles. Das vom ZDF dokumentierte Projekt fand 2008 mit dem Gastspiel Coming Home im Haus der Berliner Festspiele seinen Abschluss und wurde im Schauspielhaus Düsseldorf und beim Heidelberger Stückemarkt präsentiert.
- 2011: Tschick, nach dem Roman von Wolfgang Herrndorf, Regie: Alexander Riemenschneider, Deutsches Theater Berlin, Premiere am 3. Dezember 2011
- 2013: Fluchtpunkt Berlin, eine Recherche von Tobias Rausch, Regie. Tobias Rausch, Deutsches Theater Berlin Box, Uraufführung am 9. Januar 2013
- 2014: Tod.Sünde.7, Regie: Wojtek Klemm, Deutsches Theater Berlin Kammerspiele, Premiere am 8. Mai 2014, eingeladen zum 1. Bürgerbühnenfestival in Dresden
- 2015: Alice nach Lewis Carroll, Regie: Nora Schlocker, Deutsches Theater Berlin Box, Premiere am 8. Februar 2015
- 2015: Jugend.Erinnerung 1945/2016, ein trinationales Projekt, Regie: Uta Plate, Deutsches Theater Berlin Box, Premiere am 15. November 2015
- 2016: Herr der Fliegen: survival Mode nach William Golding, Regie: Robert Lehniger, Deutsches Theater Berlin Kammerspiele, Premiere am 8. Februar 2016
- 2016: Wechselstube, eine theatrale Handelszone für Berliner_innen aus aller Welt. Künstlerische Leitung: Ruth Feindel und Frank Oberhäupter, Deutsches Theater Berlin, Uraufführung am 1. Mai 2016
- 2017: Katzelmacher von Rainer Werner Fassbinder, Regie: Jessica Glause, Deutsches Theater Berlin Kammerspiele, Premiere am 6. Februar 2017
- 2017: Niemand, Tragödie in sieben Bildern von Ödön von Horváth, Regie: Dušan David Pařízek, Deutsches Theater Berlin Kammerspiele, Premiere am 25. März 2017
- 2017: Auerhaus, nach dem Roman von Bov Bjerg, Regie: Nora Schlocker, Deutsches Theater Berlin Kammerspiele, Premiere am 21. Mai 2017
- 2017: Amerika, nach dem Roman „Der Verschollene“ von Franz Kafka, Regie: Dušan David Pařízek, Deutsches Theater Berlin, Premiere am 27. September 2017
- 2018: Tigermilch nach dem Roman von Stefanie de Velasco, Regie: Wojtek Klemm, Deutsches Theater Berlin Box, Premiere am 10. Januar 2018, eingeladen zum Festival Mittelfest 2018, Italien
- 2018: Draufgängerinnen (All Adventurous Women Do) von Tanja Sljivar, Regie: Salome Dastmalchi, Deutsches Theater Berlin Box, Premiere am 15. April 2018, eingeladen zum Wildwechsel Festival 2019 im Jungen Staatstheater Parchim und ebenfalls 2019 nach Novi Sad / Serbien zum Festival Sterijino Pozorie und zum Dramatikerinnen Festival 2019 in Belgrad
- 2019: Der Plan von der Abschaffung des Dunkels nach dem Roman von Peter Høeg, Regie: Nora Schlocker, Deutsches Theater Berlin Kammerspiele, Premiere am 12. Februar 2019
- 2019: 30nach89 (Talking About Your Generation) Trinationales Projekt, Regie: Uta Plate, Deutsches Theater Berlin Box, Premiere am 19. Oktober 2019
- 2020: Decamerone von Kirill Serebrennikov nach Motiven von Giovanni Boccaccio in zehn Geschichten, Regie: Kirill Serebrennikov, Deutsches Theater Berlin, Premiere am 8. März 2020, Premiere am Moskauer Gogol Center am 25. Juni 2020
- 2020: Künstlerische Leitung RADAR OST DIGITAL. Ein 3D-Theaterfestival am Deutschen Theater Berlin.[4]
- 2021: Selbstvergessen - vom Anfangen und Aufhören, eine Stückentwicklung von Gernot Grünewald (Uraufführung), Regie: Gernot Grünewald, Deutsches Theater Berlin Box/Live-Stream, Premiere am 17. April 2021[5]
- 2021: Künstlerische Leitung RADAR OST 2021. ART[ISTS] AT RISK. Ein internationales Theaterfestival am Deutschen Theater Berlin mit dem Länderfokus Belarus.[6]
- 2022: Miroloi (Uraufführung) nach dem Roman von Karen Köhler, Regie: Liesbeth Coltof, Premiere am 13. Januar 2022.[7] Ausgezeichnet mit dem Deutschen Theaterpreis „Der Faust“
- 2022: Making of Shakespeare (Uraufführung), Regie: Joanna-Maria Praml, Düsseldorfer Schauspielhaus, Premiere am 17. April 2022[8]
- 2023: Odyssee frei nach Homer von Pavlo Arie. Eine Inszenierung mit Menschen aus der Ukraine und aus Düsseldorf, Düsseldorfer Schauspielhaus, Regie: Stas Zhyrkov, Premiere am 10. Februar 2023[9]
- 2023: Künstlerische Leitung RADAR OST 2023. Ein internationales Theaterfestival am Deutschen Theater Berlin mit dem Länderfokus Ukraine[10]
- 2023: Solingen 1993. Eine theatrale Busreise in die Vergangenheit von Bassam Ghazi und Birgit Lengers (Uraufführung), Düsseldorfer Schauspielhaus, Regie: Bassam Ghazi, Premiere am 15. April 2023.[11]

## Veröffentlichungen (Auswahl)
- Hüning, Birgit: ChorKollektivKritik. In: Gromes, Hartwin / Kurzenberger, Hajo (Hg.) „Theatertheorie szenisch“. Hildesheim, S. 90–109, 2000
- Birgit Lengers: Ein PS im Medienzeitalter – Mediale Mittel, Masken und Metaphern im Theater von René Pollesch. In: Heinz Ludwig Arnold (Hg.): Text + Kritik. „Theater fürs 21. Jahrhundert“ (Sonderband 2004), S. 141–153.
- Birgit Lengers: Das Politische im Kinder- und Jugendtheater. In Theater der Zeit, Januar 2005, Heft 1, S. 71.
- Birgit Lengers: Kulturmanagement Spezial. Kinder- und Jugendkultur. Online-Magazin, 2005
- Birgit Lengers.: Zuspiel. Insert (24 Seiten) in Theater der Zeit, Juni 2005. Schwerpunkt Kinder- und Jugendtheater (Konzept und Redaktion).
- Birgit Lengers: Kein Kind ohne Geschichten. In: Theater der Zeit, Februar 2006, Heft 2, S. 72–73.
- Birgit Lengers, Tobias Rausch, Heiner Remmert (Hg.) Magic Fonds (Berichte über die magische Kraft des Kapitals) Theater der Zeit, Berlin, 2013
- Teilhabeorientierte Kulturvermittlung – Diskurse und Konzepte für eine Neuausrichtung des öffentlich geförderten Kulturlebens Herausgeberin: Birgit Mandel – Text von Ulrich Khuon und Birgit Lengers: Rein – Raus – Dazwischen – Strategien zum Umgang mit der Schwelle am Deutschen Theater Berlin
- Birgit Lengers: Das Theater als Schwellenraum. In: Innen - Außen. Perspektiven einer integrierten Kulturpolitik. Steidl Verlag, Göttingen, 2021

## Auszeichnungen
- 2024: Faustverleihung 2024: Auszeichnung in der Kategorie Genrespringer[12]